# در راه است (زیباترین لحظه)
«در راه است (زیباترین لحظه)» (به انگلیسی: Yet to Come (The Most Beautiful Moment)) ترانه‌ای از گروه پسرانهٔ کره‌ای بی‌تی‌اس است. این ترانه در ۱۰ ژوئن ۲۰۲۲، توسط بیگ هیت میوزیک و گروه موسیقی یونیورسال، به‌عنوان تک‌آهنگ آغازین اولین آلبوم آنتولوژی گروه، مدرک منتشر شد.
«در راه است (زیباترین لحظه)» نخستین تک‌آهنگ کره‌ای‌زبان گروه از زمان انتشار «زندگی ادامه دارد» (۲۰۲۰) بود. این قطعه که در سبک آلترناتیو هیپ هاپ است، در مجموع نقدهای مثبتی را از منتقدین دریافت کرد. متن این ترانه، با الهام از افکار گروه در مورد حرفه‌شان در نه سال گذشته و اشتیاق به آینده نوشته شده‌است.

## عملکرد تجاری
«در راه است (زیباترین لحظه)» در جدول ۱۰۰ آهنگ داغ بیلبورد ژاپن پنجم و در جدول دیجیتال گائون کرهٔ جنوبی سیزدهم شد.
این ترانه در ده رتبهٔ اول هلند و بیست رتبهٔ اول سوئد، کرهٔ جنوبی، استرالیا و لیتوانی جای گرفت و همچنین در جدول‌های پنج کشور دیگر از جمله آلمان، نیوزیلند و بریتانیا حضور یافت.

## جدول‌ها
| جدول (۲۰۲۲)                                      | بالاترین موقعیت |
| ------------------------------------------------ | --------------- |
| استرالیا (ای‌آرآی‌ای)                              | ۱۷              |
| بولیوی (بیلبورد)                                 | ۲۲              |
| کانادا (۱۰۰ تک‌آهنگ داغ کانادا)                   | ۱۶              |
| آلمان (جدول‌های رسمی آلمانی)                      | ۶۳              |
| جهانی ۲۰۰ (بیلبورد)                              | ۲               |
| هنگ کنگ (بیلبورد)                                | ۷               |
| مجارستان (۴۰ تک‌آهنگ برتر)                        | ۲               |
| هند (آی‌ام‌آی)                                     | ۱               |
| اندونزی (بیلبورد)                                | ۲               |
| ایرلند (آی‌آرام‌ای)                                | ۳۴              |
| ایتالیا (اف‌آی‌ام‌آی)                               | ۹۸              |
| ژاپن (۱۰۰ آهنگ داغ ژاپن)                         | ۱               |
| تک‌آهنگ‌های ترکیبی ژاپن (اوریکون)                  | ۲               |
| لیتوانی (آگاتا)                                  | ۲۰              |
| مالزی (بیلبورد)                                  | ۲               |
| هلند (سنگل تیپ)                                  | ۸               |
| نیوزیلند (آرام‌ان‌زد)                              | ۲۴              |
| پرو (بیلبورد)                                    | ۱۴              |
| فیلیپین (بیلبورد)                                | ۱               |
| پرتغال (ای‌اف‌پی)                                  | ۴۰              |
| سنگاپور (بیلبورد)                                | ۲               |
| سنگاپور (آرآی‌ای‌اس)                               | ۲               |
| آفریقای جنوبی (آرآی‌اس‌ای)                         | ۲۹              |
| کرهٔ جنوبی (بیلبورد)                              | ۱               |
| کرهٔ جنوبی (گائون)                                | ۴               |
| سوئد هیت‌سیکر (فهرست برترین‌های سوئد)              | ۲۰              |
| سوئیس (جدول موسیقی سوئیس)                        | ۴۱              |
| تایوان (بیلبورد)                                 | ۳               |
| تک‌آهنگ‌های بریتانیا (اوسی‌سی)                      | ۲۷              |
| بیلبورد هات ۱۰۰ ایالات متحده                     | ۱۳              |
| فروش ترانه‌های دیجیتال ملل ایالات متحده (بیلبورد) | ۱               |
| ویتنام (۱۰۰ آهنگ داغ ویتنام)                     | ۱               |

## تاریخچهٔ انتشار
| منطقه   | تاریخ        | قالب            | ناشر      | منبع   |
| ------- | ------------ | --------------- | --------- | ------ |
| ایتالیا | ۱۷ ژوئن ۲۰۲۲ | رادیو هیت معاصر | یونیورسال | [ ۴۰ ] |